# Takumi Ashibe
Takumi Ashibe (芦部 巧), né le 24 septembre 1934 à Nagano et mort le 29 mars 2019 à Paris est un restaurateur japonais.
Arrivé en France en 1954, il est le fondateur en 1958 du premier restaurant japonais de ce pays, le Takaraya, près du Panthéon. Face au succès rencontré, il chercha un local plus grand et installa son restaurant sous le nom de Takara, rue Molière, dans le 1er arrondissement de Paris.
En 1994, après 7 années d'apprentissage effectuées au Japon, son fils Isao devient le chef du restaurant, qui est donc le plus ancien restaurant japonais d'Europe. Ce dernier prend son envol en 2007 et s'installe rue Rodier à Paris dans le IXe arrondissement Hotaru (« luciole »).